# Longina anguliceps
Longina anguliceps är en tvåvingeart som beskrevs av William Russel Buck och Marshall 2004. Longina anguliceps ingår i släktet Longina och familjen Neriidae. Inga underarter finns listade i Catalogue of Life.